# Sarangapani Raman
Sarangapani Raman (Bangalore, 1920 – 11 gennaio 1991) è stato un calciatore indiano, di ruolo attaccante.

## Carriera

### Club
Ha giocato nel Mysore State Police.

### Nazionale
Ha partecipato con la nazionale indiana ai Giochi olimpici di Londra nel 1948, giocando nell'unica partita disputata dalla sua Nazionale, persa per 2-1 contro la Francia il 31 luglio 1948; nel corso della partita ha anche segnato l'unico gol della squadra indiana.